# Manel Bosch
Pour les articles homonymes, voir Bosch.
Manel Bosch, né le 19 septembre 1967, à Lérida, en Espagne, est un ancien joueur espagnol de basket-ball. Il évolue durant sa carrière au poste d'ailier.

## Palmarès
- 3e du championnat d'Europe 1991
- Champion d'Espagne 1996, 1997